# Hotel Dusk: Room 215
Hotel Dusk: Room 215 (ウィッシュルーム　天使の記憶 Wisshu Rūmu Tenshi no Kioku?, lit.  Hotel Dusk: Habitación 215) es una aventura gráfica para Nintendo DS.
Originalmente anunciado el 5 de octubre de 2005 con el nombre de Wish Room (en español: Habitación de los deseos, Recuerdos del Ángel), el juego hace su primera aparición pública el 9 de mayo de 2006, en la convención de videojuegos E3 de ese año. Salió a la venta en Estados Unidos el 22 de enero de 2007, tres días después en Japón, y finalmente, el 13 de abril de 2007 en Europa. Tiene una secuela titulada Last Window: El secreto de Cape West.
Este juego pertenece a la serie Touch! Generations. Es considerado como uno de los mejores juegos de la historia de la videoconsola Nintendo DS por quienes lo han jugado, y ha recibido muy buenas críticas, sobre todo por su historia y por su banda sonora.

## Jugabilidad
En este videojuego la consola se sostiene de lado, de forma similar a un libro. El jugador controla a Kyle Hyde, con el que puede moverse por el hotel e interactuar con el escenario por medio de la pantalla táctil y el micrófono de la Nintendo DS. El objetivo es solucionar multitud de puzles y acertijos, así como tomar decisiones puntuales durante las conversaciones que condicionarán el futuro de la aventura.
Como en la mayoría de las aventuras gráficas, el escenario contiene numerosos objetos que se han de recolectar y utilizar cuando sea requerido. El jugador también puede interactuar con su agenda, donde puede hacer anotaciones útiles para el futuro y consultar pistas que se añaden automáticamente.
A pesar de poder interactuar prácticamente con todo el hotel, la libertad del jugador se encuentra encorsetada por la linealidad de la aventura. El jugador debe realizar las acciones en un orden de forma que el argumento progrese, no teniendo casi nunca más de un puzzle que necesita solución al mismo tiempo. No obstante, existen algunos retos paralelos y opcionales.
También es destacable que en el juego se pueden obtener diferentes Game over en función de las decisiones tomadas. Cuando esto sucede, el jugador puede seleccionar Volver a intentarlo para continuar justo antes del fracaso, o Volver a la pantalla del título y cargar la partida desde el último punto en el que el jugador la guardó. Si se elige la opción Volver a intentarlo en algún momento, el jugador será privado de una reveladora escena durante la secuencia final del juego.
Al final de cada capítulo, el juego somete al jugador a varias preguntas relacionadas con el argumento, con el objetivo de repasar la historia. Es clave que el jugador siga detenidamente todas las extensas charlas, ya que el éxito dependerá de lo acertado que se muestre Kyle en los interrogatorios a los distintos personajes. Si el jugador yerra en sus apreciaciones durante los interrogatorios, puede pagarlo viendo un Game over.
Al finalizar el juego el jugador tendrá la opción de guardar la partida. Al cargar dicho estado, el jugador partirá desde el principio de la aventura, pero habrá un reto paralelo más al que podrá acceder cerca del final de la aventura, accediendo a objetos y lugares a los que antes le era imposible. Además dispondrá de otros pequeños cambios en algunos objetos y conversaciones, así como de la posibilidad de pasar el texto rápidamente.

## Argumento

### Introducción
El juego toma lugar en el ficticio Hotel Dusk, un pequeño hotel ubicado en el suroeste de los Estados Unidos de América, cerca de Los Ángeles, California, durante la tarde y la noche del día 28 de diciembre de 1979. El protagonista del juego es Kyle Hyde, un exmiembro del Departamento de Policía de Nueva York buscando a su antiguo compañero, Brian Bradley. Hyde se aloja en la habitación 215, conocida porque se dice que cumple los deseos del que se aloja. Durante su estancia en el hotel, el protagonista descubre un misterio encubierto en el pasado del hotel que podrá conducirlo a las respuestas que está buscando.

### Pasado
Robert Evans y Dunning Smith eran amigos en la universidad, pero cada uno siguió su camino. Evans heredó la galería de arte de su familia, mientras que Dunning aspiraba a ser un pintor profesional. Ambos estaban casados y ambos tenían una hija: Mila y Jenny respectivamente. En 1960, se reencontraron en un aeropuerto, tras perder a sus mujeres en un trágico accidente de avión. 
Un año más tarde a Evans se le ocurrió la idea de crear a Marcel Osterzone, un pintor fallecido cuyas obras serían muy alabadas y bien pagadas. Evans admiraba la técnica de pintura de Dunning y le convenció de pintar sus trabajos, que serían acreditados como Osterzone. Mientras Dunning pintaba, Evans mostraba sus trabajos en su galería de arte. También escribió una biografía falsa sobre su vida, como murió, como se perdieron sus obras y como se encontraron un siglo más tarde. Tras eso, los cuadros empezaron a venderse por grandes fortunas y Evans y Dunning se hicieron ricos. Especialmente valorado fue el cuadro Ángel abriendo una puerta, la obra más famosa del pintor ficticio Ostezone. Eventualmente, Dunning empezaba a sentirse insatisfecho con el hecho de ser un pintor fantasma y quiso dejar de pintar como Osterzone.
Desgraciadamente, las obras de arte habían atraído a varios sindicatos del crimen, incluyendo uno llamado Nile. En 1969, Evans compró el Hotel Dusk con la intención de usarlo como lugar de reunión con Nile y como lugar donde Dunning pintaría. Un día, el pintor fue al hotel junto con su hija Jenny. Ella se quedó en una habitación jugando con la hija de Evans, Mila. En la reunión que tuvieron con Nile, Dunning se negó a seguir pintando. Como resultado, un agente de Nile secuestró a su hija Jenny. Mila intentó detenerlo, pero el agente la golpeó y la dejó en coma. Evans llevó a Mila al Hospìtal Robbins. A la mañana siguiente, volvió al hotel y le dijo a Dunning que si quería volver a ver a su hija tendría que seguir pintando como Osterzone. Evans siguió visitando a Mila en el hospital una vez al mes sin falta, aunque ella no se recuperaba. 
Evans se había relacionado demasiado con Nile y tuvo que cerrar su galería y vender el Hotel Dusk a Dunning. Tras tres años pintando como Osterzone, Dunning decidió dejarlo porque ya no tenía esperanzas de volver a ver a su hija. El pintor recibió una carta escrita por Evans, prometiéndole que Jenny volvería si era paciente y esperaba en el Hotel Dusk. Dunning reabrió el Hotel Dusk en 1974, asegurándose de esconder toda prueba de Osterzone y de Nile en un sótano cerrado. Los rumores sobre el secuestro de Jenny en el hotel salieron a la superficie, así que Dunning se inventó la historia de que la habitación 215 era capaz de conceder deseos para atraer clientes. 

### Presente (1979)
Tres años antes del presente, en Nueva York, los miembros de la NYPD Kyle Hyde y su compañero Brian Bradley estaban investigando a Nile en Manhattan. Infiltrado en la organización, con el apodo de J, Bradley se encontró con un hombre llamado Norman, que más tarde descubriría que era Robert Evans. Evans le contó que Nile tenía a su hermana pequeña (llamada también Mila, como la hija de Evans) como rehén y que si no le contaba información confidencial sobre la policía matarían a su hermana. Bradley tuvo que dar la información y, entonces, fue descubriendo la verdad sobre Nile, Osterzone y el secuestro de Jenny. Bradley cumplió su parte del trato, pero cuando fue a por su hermana Mila, se la encontró muerta en los brazos de Robert Evans. Sintiendo simpatía por Dunning, decidió robar el cuadro de Ángel abriendo una puerta de un almacén controlado por Nile.
Kyle Hyde, trabajando en la oficina, recibió una llamada que le decía que Bradley los había traicionado y se había unido a Nile. Por el shock y la confusión, Kyle le buscó por toda la ciudad y lo encontró en los muelles del río Hudson. Enfurecido por la traición, Kyle le pegó un tiro. Bradley cayó en el río y desapareció. Kyle se imaginó que lo había matado. Tras eso, él dejó la fuerza de policía, volvió a su ciudad natal (Los Ángeles) y se convirtió en un vendedor para la compañía Red Crown.
Sin embargo, Bradley consiguió sobrevivir y seis meses antes del presente, llegó al Hotel Dusk. Se encontró con Dunning y le explicó lo que sabía sobre Evans, Nile y Osterzone. Dunning, que no se fiaba de lo que le decía Bradley, le mintió diciéndole que no sabía de que estaba hablando. Para que su compañero descubrieses la verdad, Bradley se registró con su nombre y dejó muchas pistas por el hotel. También le devolvió el cuadro de Ángel abriendo una puerta a Dunning. Tras su estancia en el hotel, Bradley fue a visitar a Mila en el Hospital Robbins, recordando a su hermana que también se llamaba Mila. Él le puso en la muñeca el brazalete que pertenecía a su hermana y que ponía Mila. Saliendo del hospital, se encontró con Robert Evans, que iba a visitar a su hija y lo mató.
Poco tiempo después, Mila salió milagrosamente del coma en el que levaba 10 años, pero era incapaz de hablar. Mila esperó seis meses a que llegara su padre, sin saber que estaba muerto. Lo único que tenía Mila era un folleto de propaganda del Hotel Dusk que le había dado Bradley durante su visita. Sin ningún otro sitio a donde ir, decidió dirigirse al Hotel Dusk.
Mientras, en Red Crown, el jefe (Ed Vincent) recibió la llamada de un cliente (Bradley en realidad) solicitándole que alguien fuera al Hotel Dusk para recuperar unos objetos que se había dejado. La compañía Red Crown también hacía ese tipo de negocios y el jefe mandó a Kyle, tal como lo había solicitado el cliente. Por la autopista, el vendedor se encontró a una joven (Mila) andando en dirección hacia el hotel. Ella llega al hotel poco después que Kyle, y aquí empieza la aventura del juego, donde Kyle Hyde va descubriendo poco a poco el pasado de los personajes y la historia de Bradley, Evans y Dunning, así como el pasado de otros personajes secundarios.

## Personajes
- Kyle Hyde: el protagonista de la historia. Hyde fue antaño un miembro del cuerpo de policía de Nueva York bajo el cargo de detective hasta que un incidente con su excompañero Bradley provocó su retiro. Hasta la fecha, Kyle sigue buscando a Bradley en busca de respuestas mientras trabaja como repartidor a domicilio para la compañía Red Crown. En su llegada al Hotel Dusk, las historias de los residentes y extraños acontecimientos harán que Kyle se ponga a investigar y encuentre las respuestas a su enigma. Reside en la habitación 215, Deseo.

- Brian Bradley: excompañero de Hyde, el cual ha pasado tres años buscándole e investigando lo que pasó hace tanto tiempo. Dejó pistas en el Hotel Dusk y posteriormente hizo un encargo a Red Crown para atrater al protagonista al hotel.

- Ed Vincent: jefe de Kyle Hyde en la compañía Red Crown. Es la única persona que sabe que Hyde busca a Brian Bradley.

- Rachel: es la secretaria de Ed Vincent y gran amiga de Kyle Hyde. Este tiene muy buena relación con ella, a pesar de que es reacio a contarle todo lo que sabe.

- Mila Evans: una chica joven vestida de blanco. Tras su llegada pasa a estar bajo el cuidado de Rosa, la encargada de la limpieza. Pasó muchos años en coma tras el secuestro de Jenny, en el cual fue golpeada. Al recuperarse perdió la capacidad de hablar. Casi al final de la historia recupera la capacidad de hablar y después se va con Hyde en el auto de este con rumbo desconocido.

- Dunning Smith: el dueño del Hotel Dusk. Siempre de mal genio y con un carácter fuerte, Smith es un hombre que no se fía de las personas sospechosas. No le gustan los policías. Lleva la recepción, pero también se encarga de todo el papeleo y demás cosas del hotel. En el pasado fue socio de Evans y se encargaba de pintar como Osterzone. Posteriormente su hija, Jenny, fue raptada por Nile y fue obligado a seguir pintando, cosa que hizo hasta perder la esperanza.

- Louis "Louie" DeNonno (Louis Franco en la edición japonesa): el botones y ayudante del dueño. Louie fue un carterista de Nueva York el cual tuvo sus roces con Kyle, pero se reinsertó en la sociedad y dejó de robar. Para asegurarse de esto, se marchó lo más lejos posible de la ciudad y llegó al Hotel Dusk para empezar de nuevo. Acaba convirtiéndose en un buen amigo de Hyde y le ayuda a descubrir la verdad.

- Rosa Fox: la encargada de la limpieza de las habitaciones y demás estancias del hotel. También es la cocinera del restaurante. Aunque se muestre dura, intransigente y cotilla, lo cierto es que Rosa tiene buen corazón y espíritu generoso. Siempre tiene una palabra sabia o algún consejo que dar cuando alguien lo necesita. Cuida de Mila cuando ésta llega al hotel.

- Jeff Angel: huésped de la habitación 213. Jeff es un joven arrogante de modales bruscos y pijos que acaba siendo desenmascarado por Kyle.

- Martin Summer: un escritor huésped de la habitación 211, presunto autor de La palabra secreta, un libro detectivesco de gran éxito. Tiene el peculiar hábito de hablar usando un dialecto shakespiriano, lo cual provoca que sea ciertamente desagradable para Hyde tratar con él. Se considera admirador de Osterzone. Kyle descubre que no es el autor original de la obra literaria que le dio el éxito.

- Iris Schnider: una bella mujer que se ofende con facilidad por pequeñeces. Reside en la habitación 216 y parece sentirse atraída por Kyle, pero a Kyle no le interesa. Ella guarda un gran secreto desde pequeña.

- Helen Parker: una anciana con un parche en el ojo que reside en la habitación 212, Ángel. Ella quería estar en la habitación 215, pero no pudo ser ya que Kyle se le adelantó. Amable y dulce por naturaleza, Helen desea reunirse con una persona muy importante para ella: su hijo. Entabla amistad con Kyle.

- Melissa Woodward: una niña de diez años hija de Kevin Woodward. Tiene un carácter un poco egoísta de vez en cuando. Le gusta personaje de El conejito Rosa. Se aloja con su padre en la habitación 219.

- Kevin Woodward: padre de Melissa. Desde que su esposa Grace le abandonó hace seis meses, lleva buscándola junto con su hija sin ningún éxito. En ocasiones descuida la felicidad de su hija sumiéndose en su propia desdicha. Se aloja con su hija en la habitación 219.

- Grace Woodward: mujer de Kevin Woodward y madre de Melissa Woodward. No se sabe dónde está, desapareció el día del cumpleaños de Melissa. El oscuro pasado del trabajo de Kevin, su marido, les costó mucho dinero. Un día Grace consiguió ese dinero de golpe y poco después desapareció.

- Marcel Osterzone: pintor ficticio inventado por Evans y Dunning. No se sabe nada de él salvo algunos detalles que indican que vivió en el siglo XIX. Su mejor cuadro es Ángel abriendo una puerta.

- Robert Evans: padre de Mila. El tema de Osterzone le convirtió en una persona corrupta, lo que le costó poner en peligro a su hija, que acabó en coma. Fue asesinado por Bradley cuando éste salía de visitar a Mila.

## Desarrollo
El desarrollo del juego tomó cerca de año y medio de trabajo, con un grupo de veinte personas involucradas. En una entrevista a Qj.net, el director Taisuke Kanasaki comentó que buscaban que Hotel Dusk: Room 215 tuviera una expresión visual sin precedentes, jamás vista en un videojuego.
El juego usa la técnica del rotoscopio para la animación de los personajes, mientras que los escenarios tienen un estilo similar a los cuadros pintados con acuarelas, acompañados de objetos diseñados en tres dimensiones para adecuarse perfectamente a la posición de la cámara.

## Recibimiento
Hotel Dusk: Room 215 se ha ganado una puntuación de 79,58% en Game Rankings, y de 78% en Metacritic. Otras puntuaciones son: 7,9/10 en IGN, 8,2/10 en GameSpot, 8,67/10 en Electronic Gaming Monthly y 8/10 en 1UP.com.
La crítica destaca lo positivo del entramado argumental del juego y los cuidados e interesantes diálogos de los personajes, destacando lo natural y verosímil que se presenta la historia. Como parte negativa, la crítica coincide en notar la linealidad de la historia, lo que sumado al ritmo lento del juego, puede hacer que el jugador se aburra al poco de empezar.
El videojuego ha sido seleccionado como uno de los 52 juegos que han de ser jugados de 2007 por Gaming Target.
Fue el 76.º juego más vendido en Japón durante 2007, con 213 208 copias vendidas.